# Rajd Meksyku 2020
Rajd Meksyku 2020 (17. Rally Guanajuato Mexico) – 17. Rajd Meksyku rozgrywany w Meksyku od 12 do 15 marca 2020 roku. Była to trzecia runda Rajdowych mistrzostw świata w roku 2020. Rajd został rozegrany na nawierzchni szutrowej. Baza imprezy była zlokalizowana w Meksyku w miejscowości León. W rajdzie zawodnicy startowali między innymi w kategoriach WRC, WRC2 i WRC3. Rajd stanowił zarazem pierwszą rundę mistrzostw Ameryki Północnej i Środkowej (NACAM). Z dwudziestu czterech odcinków specjalnych planowanych do rozegrania, odwołano ósmy oes (po pożarze samochodu Esapekki Lappiego), a trzy ostatnie – planowane do rozegrania w niedzielę – również odwołano w związku z panującą na świecie pandemią koronawirusa. Tym samym organizatorzy w porozumieniu z FIA oraz z zespołami, skrócili rajd oraz nie rozgrywali końcowego, dodatkowo punktowanego oesu tzw. Power Staga.
Rajd wygrała francuska załoga Sébastien Ogier, Julien Ingrassia jadąca samochodem Toyota Yaris WRC, dla Ogiera było to czterdzieste ósme zwycięstwo w rajdach WRC i zarazem pierwsze w barwach nowego zespołu oraz szósty triumf w Rajdzie Meksyku. Drugie miejsce zajęła estońska załoga Ott Tänak, Martin Järveoja, kierująca Hyundaiem i20 Coupe WRC. Tänak wpisał na swoje konto dwudzieste ósme podium w karierze. Obrońcy tytułu już w piątek stracili szanse na wygraną po swoim błędzie na czwartym odcinku specjalnym. Odrobili jednak część strat, meldując się na podium drugi raz z rzędu w sezonie 2020. Na trzecim miejscu dojechali Finowie Teemu Suninen i Jarmo Lehtinen Fordem Fiestą WRC. Suninen po raz trzeci stanął na podium, a jego bardziej doświadczony pilot Lehtinen świętował siedemdziesiątą pierwszą wizytę. Dla zespołu Toyoty to pięćdziesiąty ósmy triumf w mistrzostwach świata WRC i sto osiemdziesiąte podium. Hyundai pojawił się w czołowej trójce pięćdziesiąty ósmy raz, a Ford wyśrubował rekord do 367 wizyt na podium. Szóste miejsce w klasyfikacji generalnej zajął pierwszy zawodnik w kategorii WRC2 Pontus Tidemand, jadący Škodą Fabią R5 Evo. Szwed dzięki temu wyrównał najlepszy wynik auta klasy R5 na trasach mistrzostw świata.
Rajdu do udanego nie zaliczy belgijski zawodnik Thierry Neuville, który zajął szesnaste miejsce w klasyfikacji generalnej. Kłopoty z elektryką w Hyundaiu i20 Coupe WRC sprawiły, że odpadł on z rywalizacji o czołowe lokaty. Po naprawie samochodu, powrócili do walki na drugim etapie. Ostatecznie udał mu się wygrać osiem odcinków specjalnych. Przez problemy z samochodem nie udało się dotrzeć do mety trzeciej załodze Hyundaia – Hiszpanom Daniemu Sordo i Carlosowi del Barrio. Rajdu nie ukończył również Fin Esapekka Lappi, jego Ford Fiesta WRC zapalił się podczas przejazdu siódmego oesu, zawodnicy zdołali opuścić samochód, który jednak uległ spaleniu.
Jedyny Polak startujący w tym rajdzie Kajetan Kajetanowicz, debiutując w tym rajdzie, zajął w klasie WRC3 czwarte miejsce (w klasyfikacji generalnej czternaste). Kajetanowicz przez cały rajd zmagał się z problemami elektroniki w swoim samochodzie Škoda Fabia R5 evo, którym startował po raz pierwszy, dodatkowo został on ukarany karą szczęściu minut. Mimo takich problemów polskiej załodze udało się wygrać dwa oesy w swojej klasie.
Podczas rajdu rozegrano oes uznawany za najkrótszy w historii WRC – odcinek specjalny numer dwanaście – Street Stage León – o długości 730 metrów, który wygrał Fin Kalle Rovanperä.

## Lista startowa[8]
Poniższa lista startowa spośród 35 załóg biorących udział w rajdzie, przedstawia tylko zawodników, startujących w mistrzowskich klasach: WRC, WRC2, WRC3. Poniższa lista zawiera również zawodników, którzy zgłosili się do zawodów, a później z różnych przyczyn w nich nie wystartowali (nw).
| Nr   | Kierowca                                           | Pilot                | Zespół                  | Samochód                | Opony |
| ---- | -------------------------------------------------- | -------------------- | ----------------------- | ----------------------- | ----- |
| WRC  |                                                    |                      |                         |                         |       |
| 3    | Teemu Suninen                                      | Jarmo Lehtinen       | M-Sport Ford WRT        | Ford Fiesta WRC         | M     |
| 4    | Esapekka Lappi                                     | Janne Ferm           | M-Sport Ford WRT        | Ford Fiesta WRC         | M     |
| 6    | Dani Sordo                                         | Carlos del Barrio    | Hyundai Shell Mobis WRT | Hyundai i20 Coupe WRC   | M     |
| 8    | Ott Tänak                                          | Martin Järveoja      | Hyundai Shell Mobis WRT | Hyundai i20 Coupe WRC   | M     |
| 11   | Thierry Neuville                                   | Nicolas Gilsoul      | Hyundai Shell Mobis WRT | Hyundai i20 Coupe WRC   | M     |
| 17   | Sébastien Ogier                                    | Julien Ingrassia     | Toyota Gazoo Racing WRT | Toyota Yaris WRC        | M     |
| 33   | Elfyn Evans                                        | Scott Martin         | Toyota Gazoo Racing WRT | Toyota Yaris WRC        | M     |
| 34   | Deividas Jocius                                    | Mindaugas Varža      | M-Sport Ford WRT        | Ford Fiesta WRC         | nw    |
| 44   | Gus Greensmith                                     | Elliott Edmondson    | M-Sport Ford WRT        | Ford Fiesta WRC         | M     |
| 69   | Kalle Rovanperä                                    | Jonne Halttunen      | Toyota Gazoo Racing WRT | Toyota Yaris WRC        | M     |
| WRC2 |                                                    |                      |                         |                         |       |
| 20   | Nikołaj Griazin                                    | Jarosław Fiedorow    | Hyundai Motorsport N    | Hyundai i20 R5          | P     |
| 21   | Ole Christian Veiby                                | Jonas Andersson      | Hyundai Motorsport N    | Hyundai i20 R5          | P     |
| 22   | Pontus Tidemand                                    | Patrick Barth        | Toksport WRT            | Škoda Fabia R5 Evo      | P     |
| WRC3 |                                                    |                      |                         |                         |       |
| 23   | Oliver Solberg                                     | Aaron Johnston       | Oliver Solberg          | Volkswagen Polo GTI R5  | P     |
| 24   | Paulo Nobre                                        | Gabriel Morales      | Paulo Nobre             | Škoda Fabia R5          | P     |
| 25   | Kajetan Kajetanowicz                               | Maciej Szczepaniak   | Kajetan Kajetanowicz    | Škoda Fabia R5 evo      | P     |
| 26   | Benito Guerra Jr.                                  | Daniel Cué           | Benito Guerra Jr.       | Škoda Fabia R5 evo      | M     |
| 27   | Marco Bulacia Wilkinson                            | Giovanni Bernacchini | Marco Bulacia Wilkinson | Citroën C3 R5           | P     |
| 28   | Alberto Heller                                     | José Díaz            | Alberto Heller          | Ford Fiesta R5 Mk. II   | M     |
| 29   | Ricardo Triviño                                    | Marc Martí           | Ricardo Triviño         | Škoda Fabia R5          | P     |
| 30   | Gianluca Linari                                    | Nicola Arena         | Gianluca Linari         | Ford Fiesta R5          | P     |
| 31   | Radik Shaymiev                                     | Maksim Tsvetkov      | Radik Shaymiev          | Ford Fiesta R5          | nw    |
| 32   | [[[Emilio Fernández (kierowca)\|Emilio Fernández]] | Ruben Garcia         | Toksport WRT            | Škoda Fabia R5          | M     |
| 34   | Barry McKenna                                      | James Fulton         | Barry McKenna           | Škoda Fabia R5          | M     |
| Inni |                                                    |                      |                         |                         |       |
| 43   | Ken Block                                          | Alex Gelsomino       | Ken Block               | Ford Escort RS Cosworth | T     |

## Zwycięzcy odcinków specjalnych[9]
| Dzień  | Nr   | Nazwa odcinka                     | Długość  | Zwycięzca odcinka | Samochód              | Czas             | Lider rajdu      |
| ------ | ---- | --------------------------------- | -------- | ----------------- | --------------------- | ---------------- | ---------------- |
| 12.III | –    | Shakedown                         | 5,51 km  | Elfyn Evans       | Toyota Yaris WRC      | 3:41,8           | –                |
| 12.III | OS1  | Monster Energy Street Stage GTO 1 | 1,12 km  | Thierry Neuville  | Hyundai i20 Coupe WRC | 59,1             | Thierry Neuville |
| 12.III | OS2  | Monster Energy Street Stage GTO 2 | 1,12 km  | Thierry Neuville  | Hyundai i20 Coupe WRC | 57,5             | Thierry Neuville |
| 13.III | OS3  | El Chocolate 1                    | 31,45 km | Ott Tänak         | Hyundai i20 Coupe WRC | 23:34,6          | Ott Tänak        |
| 13.III | OS4  | Ortega 1                          | 17,24 km | Sébastien Ogier   | Toyota Yaris WRC      | 9:29,1           | Sébastien Ogier  |
| 13.III | OS5  | Las Minas 1                       | 13,69 km | Dani Sordo        | Hyundai i20 Coupe WRC | 9:01,2           | Sébastien Ogier  |
| 13.III | OS6  | Parque Bicentenario               | 2,71 km  | Thierry Neuville  | Hyundai i20 Coupe WRC | 2:30,3           | Sébastien Ogier  |
| 13.III | OS7  | El Chocolate 2                    | 31,45 km | Ott Tänak         | Hyundai i20 Coupe WRC | 23:16,2          | Sébastien Ogier  |
| 13.III | OS8  | Ortega 2                          | 17,24 km | odcinek odwołany  | odcinek odwołany      | odcinek odwołany | Sébastien Ogier  |
| 13.III | OS9  | Las Minas 2                       | 13,69 km | Ott Tänak         | Hyundai i20 Coupe WRC | 8:53,5           | Sébastien Ogier  |
| 13.III | OS10 | SSS Autodromo Shell V-Power 1     | 2,33 km  | Sébastien Ogier   | Toyota Yaris WRC      | 1:39,0           | Sébastien Ogier  |
| 13.III | OS11 | SSS Autodromo Shell V-Power 2     | 2,33 km  | Sébastien Ogier   | Toyota Yaris WRC      | 1:37,4           | Sébastien Ogier  |
| 13.III | OS12 | Street Stage León                 | 0,73 km  | Kalle Rovanperä   | Toyota Yaris WRC      | 45,7             | Sébastien Ogier  |
| 14.III | OS13 | Guanajuatito 1                    | 24,96 km | Sébastien Ogier   | Toyota Yaris WRC      | 16:44,8          | Sébastien Ogier  |
| 14.III | OS14 | Alfaro 1                          | 16,99 km | Thierry Neuville  | Hyundai i20 Coupe WRC | 10:39,5          | Sébastien Ogier  |
| 14.III | OS15 | Derramadero 1                     | 21,78 km | Ott Tänak         | Hyundai i20 Coupe WRC | 12:25,7          | Sébastien Ogier  |
| 14.III | OS16 | Guanajuatito 2                    | 24,96 km | Thierry Neuville  | Hyundai i20 Coupe WRC | 16:36,0          | Sébastien Ogier  |
| 14.III | OS17 | Alfaro 2                          | 16,99 km | Ott Tänak         | Hyundai i20 Coupe WRC | 10:37,1          | Sébastien Ogier  |
| 14.III | OS18 | Derramadero 2                     | 21,78 km | Ott Tänak         | Hyundai i20 Coupe WRC | 12:19,0          | Sébastien Ogier  |
| 14.III | OS19 | SSS Autodromo Shell V-Power 3     | 2,33 km  | Thierry Neuville  | Hyundai i20 Coupe WRC | 1:38,4           | Sébastien Ogier  |
| 14.III | OS20 | SSS Autodromo Shell V-Power 2     | 2,33 km  | Thierry Neuville  | Hyundai i20 Coupe WRC | 1:37,1           | Sébastien Ogier  |
| 14.III | OS21 | Rock & Rally León                 | 1,62 km  | Thierry Neuville  | Hyundai i20 Coupe WRC | 1:38,6           | Sébastien Ogier  |
| 15.III | OS22 | Otates                            | 33,61 km | odcinki odwołane  | odcinki odwołane      | odcinki odwołane | Sébastien Ogier  |
| 15.III | OS23 | San Diego                         | 12,76 km | odcinki odwołane  | odcinki odwołane      | odcinki odwołane | Sébastien Ogier  |
| 15.III | OS24 | El Brinco(Power Stage)            | 9,64 km  | odcinki odwołane  | odcinki odwołane      | odcinki odwołane | Sébastien Ogier  |

## Wyniki końcowe rajdu[12]
| Msc.                   | Nr                     | Kierowca                | Pilot                  | Zespół                  | Samochód               | Klasa                  | Czas                   | Strata                 | Punkty                 |                        |                        |
| Klasyfikacja generalna | Klasyfikacja generalna | Klasyfikacja generalna  | Klasyfikacja generalna | Klasyfikacja generalna  | Klasyfikacja generalna | Klasyfikacja generalna | Klasyfikacja generalna | Klasyfikacja generalna | Klasyfikacja generalna | Klasyfikacja generalna | Klasyfikacja generalna |
| ---------------------- | ---------------------- | ----------------------- | ---------------------- | ----------------------- | ---------------------- | ---------------------- | ---------------------- | ---------------------- | ---------------------- | ---------------------- | ---------------------- |
| 1                      | 17                     | Sébastien Ogier         | Julien Ingrassia       | Toyota Gazoo Racing WRT | Toyota Yaris WRC       | WRC                    | 2:47:47,6              | –                      | 25                     |                        |                        |
| 2                      | 8                      | Ott Tänak               | Martin Järveoja        | Hyundai Shell Mobis WRT | Hyundai i20 Coupe WRC  | WRC                    | 2:48:15,4              | +27,8                  | 18                     |                        |                        |
| 3                      | 3                      | Teemu Suninen           | Jarmo Lehtinen         | M-Sport Ford WRT        | Ford Fiesta WRC        | WRC                    | 2:48:25,5              | +37,9                  | 15                     |                        |                        |
| 4                      | 33                     | Elfyn Evans             | Scott Martin           | Toyota Gazoo Racing WRT | Toyota Yaris WRC       | WRC                    | 2:49:01,0              | +1:13,4                | 12                     |                        |                        |
| 5                      | 69                     | Kalle Rovanperä         | Jonne Halttunen        | Toyota Gazoo Racing WRT | Toyota Yaris WRC       | WRC                    | 2:50:08,1              | +2:20,5                | 10                     |                        |                        |
| 6                      | 22                     | Pontus Tidemand         | Patrik Barth           | Toksport WRT            | Škoda Fabia R5 evo     | WRC-2                  | 2:58:16,9              | +10:29,3               | 8                      |                        |                        |
| 7                      | 20                     | Nikołaj Griazin         | Jarosław Fiedorow      | Hyundai Motorsport N    | Hyundai i20 R5         | WRC-2                  | 3:00:14,6              | +12:27,0               | 6                      |                        |                        |
| 8                      | 27                     | Marco Bulacia Wilkinson | Giovanni Bernacchini   | Marco Bulacia Wilkinson | Citroën C3 R5          | WRC-3                  | 3:01:25,1              | +13:37,5               | 4                      |                        |                        |
| 9                      | 44                     | Gus Greensmith          | Elliott Edmondson      | M-Sport Ford WRT        | Ford Fiesta WRC        | WRC                    | 3:01:44,1              | +13:56,5               | 2                      |                        |                        |
| 10                     | 21                     | Ole Christian Veiby     | Jonas Andersson        | Hyundai Motorsport N    | Hyundai i20 R5         | WRC-2                  | 3:03:19,8              | +15:32,2               | 1                      |                        |                        |
|                        |                        |                         |                        |                         |                        |                        |                        |                        |                        |                        |                        |
| 16                     | 11                     | Thierry Neuville        | Nicolas Gilsoul        | Hyundai Shell Mobis WRT | Hyundai i20 Coupe WRC  | WRC                    | 3:30:25,7              | +42:38,1               |                        |                        |                        |
| WRC2                   |                        |                         |                        |                         |                        |                        |                        |                        |                        |                        |                        |
| 1 (6)                  | 22                     | Pontus Tidemand         | Patrik Barth           | Toksport WRT            | Škoda Fabia R5 evo     | WRC-2                  | 2:58:16,9              | 0,0                    | 25                     |                        |                        |
| 2 (7)                  | 20                     | Nikołaj Griazin         | Jarosław Fiedorow      | Hyundai Motorsport N    | Hyundai i20 R5         | WRC-2                  | 3:00:14,6              | +1:57,7                | 18                     |                        |                        |
| 3 (10)                 | 21                     | Ole Christian Veiby     | Jonas Andersson        | Hyundai Motorsport N    | Hyundai i20 R5         | WRC-2                  | 3:03:19,8              | +5:02,9                | 15                     |                        |                        |
| WRC3                   |                        |                         |                        |                         |                        |                        |                        |                        |                        |                        |                        |
| 1 (8)                  | 27                     | Marco Bulacia Wilkinson | Giovanni Bernacchini   | Marco Bulacia Wilkinson | Citroën C3 R5          | WRC-3                  | 3:01:25,1              | 0,0                    | 25                     |                        |                        |
| 2 (11)                 | 32                     | Emilio Fernández        | Ruben Garcia           | Toksport WRT            | Škoda Fabia R5         | WRC-3                  | 3:05:36,2              | +4:11,1                | 18                     |                        |                        |
| 3 (12)                 | 29                     | Ricardo Triviño         | Marc Martí             | Ricardo Triviño         | Škoda Fabia R5         | WRC-3                  | 3:08:48,0              | +7:22,9                | 15                     |                        |                        |
| 4 (14)                 | 25                     | Kajetan Kajetanowicz    | Maciej Szczepaniak     | Kajetan Kajetanowicz    | Škoda Fabia R5 evo     | WRC-3                  | 3:14:58,4              | +13:33,3               | 12                     |                        |                        |
| 5 (20)                 | 26                     | Benito Guerra Jr.       | Daniel Cué             | Benito Guerra Jr.       | Škoda Fabia R5 evo     | WRC-3                  | 4:21:28,0              | +1:20:02,9             | 10                     |                        |                        |

1. ↑  Oznaczenie WRC w klasie informuje, iż tylko ci kierowcy zdobywali punkty dla swoich zespołów liczonych w klasyfikacji producentów na koniec sezonu.

## Wyniki po 3 rundach
WRC
Kierowcy
| Msc. | Kierowca         | Punkty |
| ---- | ---------------- | ------ |
| 1    | Sébastien Ogier  | 62     |
| 2    | Elfyn Evans      | 54     |
| 3    | Thierry Neuville | 42     |
| 4    | Kalle Rovanperä  | 40     |
| 5    | Ott Tänak        | 38     |

Zespoły
| Msc. | Zespół                  | Punkty |
| ---- | ----------------------- | ------ |
| 1    | Toyota Gazoo Racing WRT | 110    |
| 2    | Hyundai Shell Mobis WRT | 89     |
| 3    | M-Sport Ford WRT        | 65     |

WRC 2
Kierowcy
| Msc. | Kierowca        | Punkty |
| ---- | --------------- | ------ |
| 1    | Mads Østberg    | 50     |
| 2    | Pontus Tidemand | 40     |
| 3    | Nikołaj Griazin | 40     |

WRC 3
Kierowcy
| Msc. | Kierowca                | Punkty |
| ---- | ----------------------- | ------ |
| 1    | Eric Camilli            | 25     |
| 1    | Jari Huttunen           | 25     |
| 3    | Marco Bulacia Wilkinson | 25     |